# Квазипартийная организация
Квазипартийная организация (от лат. quasi) — общественное объединение, схожее с политическими партиями по структуре и функциям, но не являющиеся таковой в действительности.

## Отличие от политических партий
Если политические партии ставят перед собой цель овладения политической властью в государстве, стремятся победить на выборах и сформировать правительство, то квазипартийные организации, оставаясь в границах гражданского общества, оказывают давление на власть через общественное мнение или другими неполитическими способами. С точки зрения партийного проектирования, отличительной чертой партий выступает системный характер единого политического дизайна, нетождественный простой сумме отдельных элементов квазипартийных организаций.

## Отличие от парапартийных организаций
Критерием дифференциации квазипартий от парапартийных организаций выступает их отношение к политическим партиям. Если первые возникают вне партий и действуют автономно, нередко конкурируя с ними, то вторые создаются партиями и работают совместно с ними.

## Виды квазипартийных организаций

### Благотворительные фонды
Фонды, занимающиеся благотворительной деятельностью, создаются для решения тех или иных социальных проблем. Современные партии стараются иметь максимально возможную информацию о деятельности таких фондов, вступать с ними в контакт для решения собственных задач.